# Edward John Smith
Edward John Smith (Hanley, Anglia, 1850. január 27. – Atlanti-óceán, 1912. április 15.) angol tengerész, hajóskapitány, az RMS Olympic, majd az RMS Titanic kapitánya. Smith életét vesztette a Titanic katasztrófájában.

## Élete

### Fiatalkora és karrierje
Edward John Smith 1850. január 27-én született Hanley-ban, Staffordshire-ben, Angliában. Szülei Edward Smith, egy helybéli fazekas, és Catherine Hancock, akik 1841. augusztus 2-án házasodtak össze. Szülei később egy vegyesboltot nyitottak. 1867-ben, 17 éves  korában Liverpoolba költözött a testvéréhez, aki ott egy kereskedelmi vitorláshajó kapitánya volt. Ennek hatására ő is beállt matróznak. Smith 1880 márciusában kezdett a White Star Line-nál dolgozni mint az SS Celtic negyedik tisztje. A hajó fedélzetén többször eljutott Ausztráliába és New Yorkba. 1887-ben kapta meg a kapitányi rangot, az SS Republic fedélzetén.
1888-ban Smith letette az Extra Master Certificate minősítést, és csatlakozott a Royal Naval Reserve-hez. Ez feljogosította rá, hogy neve mellett használja az "RNR" betűket. Ez azt jelenti, hogy háború idején be lehetett volna hívni, hogy szolgáljon a királyi haditengerészetnél. Smith 1905-ben visszavonult az RNR-től. Ezután kilenc éven keresztül Smith volt a Majestic kapitánya. 1904-ben megkapta a világ akkori legnagyobb hajóját, az RMS Balticot, majd a másik legnagyobbat, az RMS Adriaticot.
A világ egyik legtapasztaltabb kapitányaként, Smith-t felkérték, hogy elsőként irányítsa az Olympicot, a világ legnagyobb hajóját. A Southamptontól New Yorkig tartó hajóút 1911. június 21-én sikeresen lezárult. 
1911. szeptember 20-án az Olympic súlyos balesetet szenvedett, összeütközött egy brit hadihajóval, a HMS Hawke-kal. Mindkét hajó súlyosan megsérült. Smith kapitány az esemény során is szolgálatban volt, a balesetért ő volt a felelős. A társaság késleltette a Titanic indulását a baleset miatt.

### ATitanicfedélzetén
Az Olympic balesete után bejelentette, hogy nyugdíjba vonul. 1912. április 10-én szállt fel a Titanicra, ez lett volna az utolsó útja. Négynapi eseménytelen hajózás után, április 14-én éjszaka 11.40-kor William Murdoch első tiszt tájékoztatta a kapitányt, hogy a hajó egy jégheggyel ütközött. Nem sokkal később Thomas Andrews tervező szolgált rossz hírekkel: a hajótest olyan súlyosan megsérült, hogy a Titanic két órán belül elsüllyed. Smith felismerte, hogy a mentőcsónakok száma nem lesz elegendő, ezért elrendelte, hogy elsőként a nőket és gyerekeket mentsék meg, csak utána jöhetnek a férfiak. 
Smith-t egy matróz látta utoljára, amint az üres híd felé tart. Pár perccel később egy másik szemtanú üresen találta a hidat. Edward J. Smith a Titanickal együtt merült a hullámsírba, holttestét soha nem találták meg. Több túlélő állította, hogy a kapitány feltűnt a B jelű felborult mentőcsónak mellett, de amikor látta, hogy mennyien kapaszkodnak rajta, elúszott. Többen látni vélték, hogy átadott egy csecsemőt, akit ő mentett ki a vízből, de ezt semmi nem erősíti meg.

## Fordítás
- Ez a szócikk részben vagy egészben  az   Edward Smith (sea captain) című angol Wikipédia-szócikk fordításán alapul.  Az eredeti cikk szerkesztőit annak laptörténete sorolja fel. Ez a jelzés csupán a megfogalmazás eredetét és a szerzői jogokat jelzi, nem szolgál a cikkben szereplő információk forrásmegjelöléseként.